# Antonio Baietto
Antonio Baietto (Udine, intorno al 1380 – dopo il 1445) è stato un pittore italiano.

## Biografia
Spesso in collaborazione con Domenico Lu Domine, fu il primo pittore di origine friulana che lavorò nei territori del Patriarcato di Aquileia, dopo gli interventi di numerosi maestri provenienti da Padova, Treviso e Bologna. Anzi, probabilmente sia Baietto che Domenico Lu Domine si possono collocare nella tradizione di Vitale da Bologna, che aveva operato nel Duomo di Udine.